# Девід Камерон Лі
Девід Камерон Лі  (англ. David Lee, 8 березня 1982) — американський волейболіст, на цей час працює головним тренером індійського клубу «Bengaluru Torpedoes». Як член збірної Сполучених Штатів Америки з чоловічого волейболу, він є Олімпійським чемпіоном літніх Олімпійських ігор 2008 року, бронзовим призером Олімпійських ігор 2016 року і триразовим учасником Олімпіади (2008, 2012, 2016). Він також дворазовий чемпіон NORCECA (2007, 2013), золотий медаліст Кубка світу 2015 року та золотий медаліст Світової ліги (2008, 2014).

## Життєпис
Лі народився в місті Елпайн, Каліфорнія. Навчався в школі Granite Hills в Ель-Кахон, Каліфорнія, де закінчив навчання у 2000 році.

## Виступи на Олімпіадах
| Олімпіада   | Дисципліна | Місце |
| ----------- | ---------- | ----- |
| Пекін 2008  | волейбол   | 1     |
| Лондон 2012 | волейбол   | 5     |
| Ріо 2016    | волейбол   | 3     |